# Trevor Canfield
Pour les articles homonymes, voir Canfield.
(en) Statistiques sur pro-football-reference
Trevor Canfield (né le 10 janvier 1986 à Cincinnati) est un joueur américain de football américain.

## Carrière

### Université
Canfield fait ses études à l'université de Cincinnati où il joue avec des joueurs tels que Tony Pike.

### Professionnel
Trevor Canfield est sélectionné au septième tour du draft de la NFL de 2009 par les Cardinals de l'Arizona au 254e choix. Il est libéré avant le début de la saison 2009 et signe avec l'équipe d'entraînement des Cardinals. Durant la saison, il signe avec l'équipe des Seahawks de Seattle, faisant partie dans l'équipe active mais ne joue aucun match.
En 2010, il fait partie de l'équipe d'entraînement des Lions de Detroit mais là non plus il ne joue aucun match. Le 5 août 2011, il signe avec les Jets de New York avant d'être libéré le 2 septembre après la pré-saison. Deux jours plus tard, il signe avec l'équipe d'entraînement mais ne convainc pas et est remercié le 19 septembre. Il n'est contacté par aucune autre équipe lors de cette saison 2011 et revient le 20 janvier 2012 chez les Jets.

## Palmarès
- Seconde équipe de la conférence Big East 2006 et 2007